# TVSM

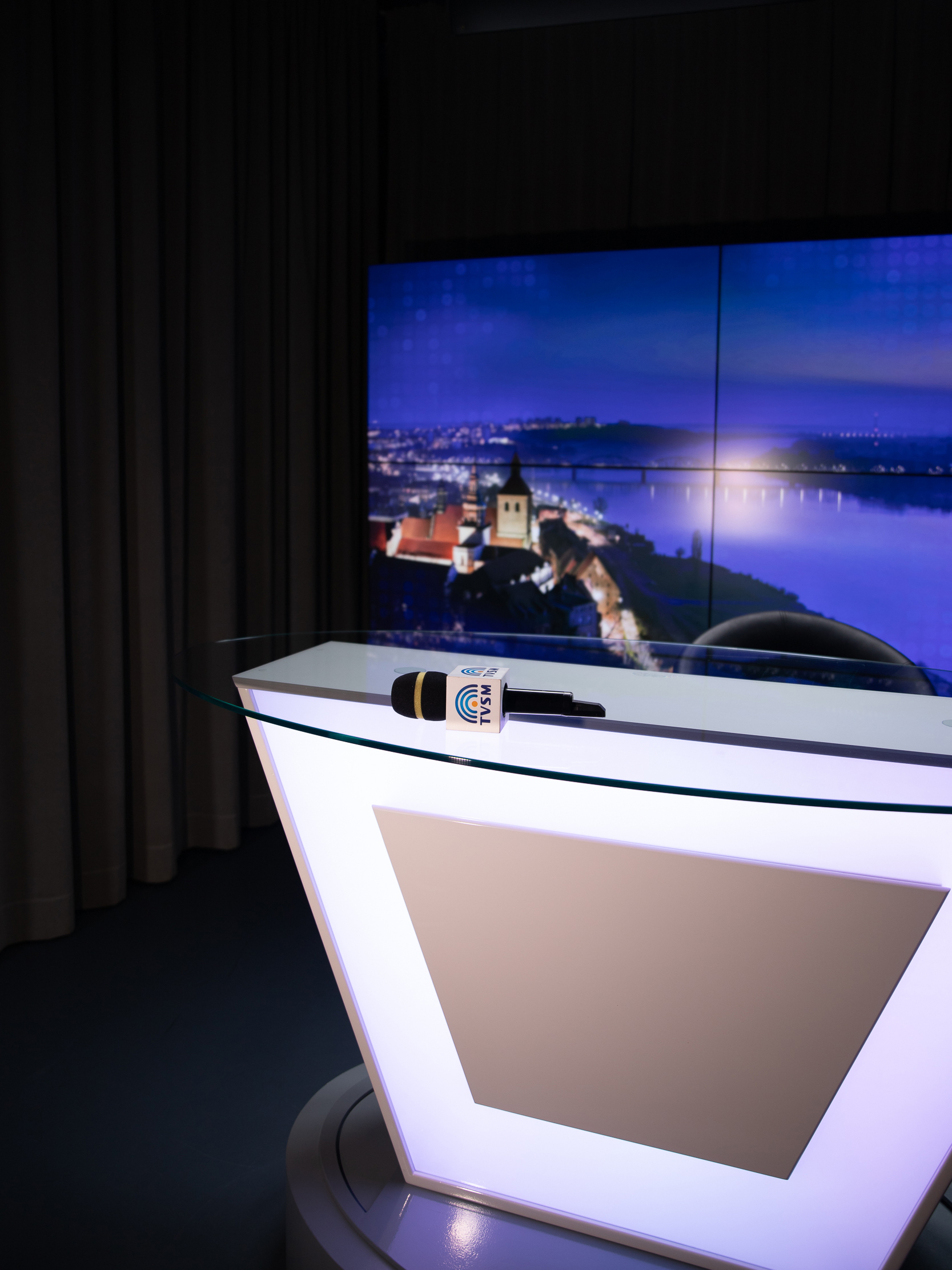
Zdjęcie ze studia telewizyjnego TVSM

TVSM (Telewizja Spółdzielni Mieszkaniowej w Grudziądzu) - polski program lokalny o charakterze informacyjno-publicystycznym, skierowany do mieszkańców Grudziądza i okolic. Został stworzony przez Spółdzielnię Mieszkaniową w Grudziądzu i jest prowadzony przez jej Dział Telewizji Kablowej.
TVSM działa na podstawie koncesji wydanej przez Krajową Radę Radiofonii i Telewizji.

## Historia
Uruchomienie programu lokalnego nastąpiło w 1993 roku. Początkowo emisja odbywała się raz w tygodniu, a treści były tworzone przez Centrum Kultury Teatr w Grudziądzu. Produkcję krótkich reportaży dotyczących życia Spółdzielni oraz materiałów miejskich realizowały dwie osoby. Dystrybucja programu odbywała się wyłącznie za pośrednictwem wewnętrznej sieci telewizji kablowej, obejmującej budynki mieszkalne będące częścią zasobów Spółdzielni. 
Pierwsze materiały były rejestrowane za pomocą prywatnej kamery o ograniczonej jakości. Brak profesjonalnego studia montażowego i dedykowanego sprzętu przyczyniał się do technicznych niedoskonałości produkcji. W marcu 1995 roku Spółdzielnia dokonała inwestycji w profesjonalny zestaw do montażu wideo, co umożliwiło znaczną poprawę jakości realizowanych materiałów.
W 1996 roku zacieśniono współpracę pomiędzy Centrum Kultury Teatr a Spółdzielnią, co pozwoliło na zwiększenie częstotliwości emisji programu. Audycje emitowano dwa razy w tygodniu, a ich długość wynosiła około godziny. Program przygotowywano w niewielkim studio, z kilkugodzinnym wyprzedzeniem. Gotowe nagrania dostarczano następnie do stacji czołowej, skąd rozpoczynała się dystrybucja w ramach sieci kablowej.
W 2003 roku podpisano umowę z operatorem Multimedia Polska S.A. na rozpowszechnianie programu lokalnego, który teraz dociera do około 25 tysięcy mieszkań.
Od 3 września 2007 roku program lokalny jest nadawany z budynku przy ul. Piotra Skargi 1.
Od lutego 2008 roku Spółdzielnia wdrożyła system automatycznej emisji, umożliwiający nadawanie programu TVSM przez całą dobę, siedem dni w tygodniu. Jednym z najpopularniejszych elementów ramówki jest Grudziądzki Serwis Informacyjny, emitowany o godzinie 17:15 z powtórkami o 20:00, 22:30 oraz następnego dnia o 9:15, 12:00 i 14:30. W przerwach między powtórkami prezentowane są różnorodne magazyny tematyczne, materiały wideo z życia miasta, ujęcia z lotu dronem, plansze z zapowiedziami wydarzeń miejskich, prognozy pogody oraz ogłoszenia o pracę z Powiatowego Urzędu Pracy w Grudziądzu.
Kanał TVSM jest dostępny od 2023 roku w sieci Telewizji Kablowej Toruń (Młodzieżowa Spółdzielnia Mieszkaniowa w Toruniu), a od 2024 roku także w ofercie Telewizji Kablowej Chopin z Wejherowa.

## Programy

### Aktualne
- Grudziądzki Serwis Informacyjny
- Grudziądzki Przegląd Tygodnia
- Strefa Abonenta
- Uwagi Warte
- Grudziądzki Magazyn Sportowy
- Magazyn Historyczny
- Zdarzyło się kiedyś...
- Magazyn Filmowy TVSM
- Z pasją
- Śladami Przyrody
- Qltura

### Archiwalne
- Na służbie (2009 - 2012)
- Zatrzymane w kadrze - 20 lat minęło... (2011)
- Magazyn Piłkarski (2012 - 2013)
- Misjonarze (2012 - 2014)
- Fresh (2013 - 2014)
- Dusze Miasta (2013 - 2014)
- Obserwatorium (2013 - 2019)
- Flow (2014)
- Dbam o zdrowie (2014 - 2015)
- Jak to jest (2014 - 2016)
- Nie taki polski straszny (2015)
- W akcji (2016 - 2021)
- Czas Młodych (2022 - 2023)

## Odbiór kanału
| Rok rozpoczęcia | Operator                                          | Stacja główna                            | Obszar emisji | Nr kanału (LCN) |
| --------------- | ------------------------------------------------- | ---------------------------------------- | ------------- | --------------- |
| 1993            | TVK SM (Spółdzielnia Mieszkaniowa w Grudziądzu)   | ul. Kalinkowa 24, 86-300 Grudziądz       | Grudziądz     | 8               |
| 2003            | Multimedia Polska S.A.                            | ul. Józefa Włodka 7, 86-300 Grudziądz    | Grudziądz     | 140             |
| 2023            | TVK Toruń (Młodzieżowa Spółdzielnia Mieszkaniowa) | ul. Bartosza Głowackiego 2, 87-100 Toruń | Toruń         | 132             |
| 2024            | Chopin Telewizja Kablowa Sp. z o.o.               | ul. Przemysłowa 3, 84-200 Wejherowo      | Wejherowo     | 354             |